# Flottenbegleiter
Der Flottenbegleiter war die einzige Klasse von Geleitbooten der deutschen Kriegsmarine, die in Serie gebaut wurde. Hinzu kam die Klasse Geleitboot 1941, die eine völlige Neukonstruktion auf Basis des nicht gebauten Typs Kanonenboot 1938 darstellte, jedoch aufgrund anderer Prioritätensetzung nach dem Typboot abgebrochen wurde. Ebenfalls zu den nicht verwirklichten Projekten zählt das offiziell als Mehrzweckboot benannte Boot MZ 1.
Die Flottenbegleiter wurden gebaut, um Nachschubkonvois zu eskortieren, jedoch waren sie auch in der Lage, Minenfelder sowohl zu legen als auch zu räumen. Allerdings bewährten sich die Boote in ihrer ursprünglichen Form wegen schlechter Seeeigenschaften nicht besonders. Aus diesem Grund wurden sie in den Jahren 1938 bis 1940 bei der Kriegsmarinewerft Wilhelmshaven umgebaut und zum Teil verlängert.

## Entwicklung und Bau
Die Klasse bestand aus den zehn Booten F 1 bis F 10. F 1 bis F 6 entstanden zwischen 1934 und 1936 auf der Germaniawerft in Kiel, F 7 und F 8 zwischen 1935 und 1937 bei Blohm & Voss in Hamburg sowie F 9 und F 10 von 1934 bis 1938 auf der Kriegsmarinewerft in Wilhelmshaven.  Durch die kurze Entwurfszeit waren die Boote schlecht durchdacht und erwiesen sich als Fehlkonstruktion. Vor allem weil sie als Testobjekte für die neuen Wagner-Kessel benutzt wurden, entstanden lange Werftzeiten, da frontreife Systeme „nachträglich“ eingebaut wurden.

## Geplanter Einsatz
Da sie für den vorgesehenen Einsatz technisch unzulänglich waren, wurden die restlichen neun Boote in der Anfangsphase des Krieges von der Front abgezogen und zu Tendern oder zu Torpedofangbooten umgebaut. So mussten die noch älteren Großen Torpedoboote und umgerüstete Minensuchboote als sogenannte Minenkampfboote diese Klasse ersetzen. Wegen vieler technischer Mängel wurden die Flottenbegleiter kaum im Kampf eingesetzt. Obwohl sie eine höhere Geschwindigkeit als die meisten anderen Geleitzerstörer erreichten, waren sie mangels Torpedorohren und wegen schlechter Fla-Bewaffnung nicht mit einem Geleitzerstörer beispielsweise der Buckley-Klasse vergleichbar.
Nach der erneuten Indienststellung als Tender oder Torpedofangboote wurden sie für Ausbildungszwecke benutzt. Ihre Aufgabe war es jetzt, die von angehenden U-Bootoffizieren an der Ostseeküste verschossenen Übungstorpedos wieder einzusammeln.

## Liste der Schiffe
| Name | Bauwerft                        | Kiellegung        | Stapellauf      | Indienststellung  | Verbleib |
| ---- | ------------------------------- | ----------------- | --------------- | ----------------- | --- |
| F 1  | Germaniawerft, Kiel             | 2. August 1934    | 1. März 1935    | 15. Dezember 1935 | wurde zum Tender umgebaut und im April 1942 nach weiterem Umbau in Jagd umbenannt. 1945 wurde der Tender amerikanische Kriegsbeute. Er diente bis 1947 dem Deutschen Minenräumdienst („German Mine Sweeping Administration“), wurde dann nach Frankreich ausgeliefert und dort abgewrackt. |
| F 2  | Germaniawerft, Kiel             | 7. August 1934    | 2. April 1935   | 27. Februar 1936  | vom 6. April 1939 bis 22. Mai 1940 umgebaut und bei Kriegsende britische Beute, 1946 in Scapa Flow bei einem Sturm gesunken und zum Teil geborgen, die verbliebenen Teile sind weiterhin ein beliebtes touristisches Tauchziel. |
| F 3  | Germaniawerft, Kiel             | 22. August 1934   | 1. Juni 1935    | 7. März 1936      | wurde in Königsberg zum Tender umgebaut und in Hai umbenannt, darauf Führerboot des Führers der Minensuchboote Ost, geleitete in dieser Eigenschaft unter anderem die deutschen Schiffe im April 1940 zur Norwegen-Besetzung durch die Minensperren im Großen Belt und Kattegat, am 3. Mai 1945 durch britischen Luftangriff in der Kieler Bucht versenkt, 1948 wurde das Wrack gehoben und verschrottet.                                                                                       |
| F 4  | Germaniawerft, Kiel             | 22. August 1934   | 2. Juli 1935    | 5. April 1936     | Umbau zum Tender mit Name Koblenz geplant, 1945 britische Kriegsbeute und später abgewrackt |
| F 5  | Germaniawerft, Kiel             | 6. September 1934 | 14. August 1935 | 1. Mai 1936       | am 29. Januar 1945 nach einem Minentreffer in der mittleren Ostsee gesunken |
| F 6  | Germaniawerft, Kiel             | 6. September 1934 | 1. Oktober 1935 | 25. Juni 1936     | wurde 1938/39 zum Flottentender umgebaut und am 20. September 1939 mit dem Namen Königin Luise als solcher in Dienst gestellt. Das Schiff diente dann als Führerboot oder Begleitboot bei verschiedenen Marineverbänden. Am 5. Oktober 1943 wurde es wegen seiner großen Reparaturanfälligkeit in Nantes außer Dienst gestellt und dann nach Wilhelmshaven zurück verlegt. Dort wurde es am 30. März 1945 durch britische Fliegerbomben versenkt. Das Wrack wurde 1955 gehoben und abgebrochen. |
| F 7  | Blohm & Voss, Hamburg           | 10. Januar 1935   | 25. Mai 1936    | 15. Februar 1937  | 1946 sowjetische Kriegsbeute |
| F 8  | Blohm & Voss, Hamburg           | 29. Januar 1935   | 27. Juli 1936   | 8. April 1937     | 1945 amerikanische Kriegsbeute, 1950 in den Niederlanden abgewrackt |
| F 9  | Kriegsmarinewerft Wilhelmshaven | 12. November 1934 | 11. Mai 1936    | 21. August 1937   | am 14. Dezember 1939 durch britisches U-Boot HMS Ursula mit zwei Torpedos vor Helgoland versenkt. Das Schiff sank in weniger als 30 Sekunden; es gab nur 15 Überlebende. |
| F 10 | Kriegsmarinewerft Wilhelmshaven | 12. November 1934 | 11. Mai 1936    | 12. März 1938     | 1945 amerikanische Kriegsbeute, 1950 in den Niederlanden abgewrackt |

## Technische Beschreibung als Geleitboot

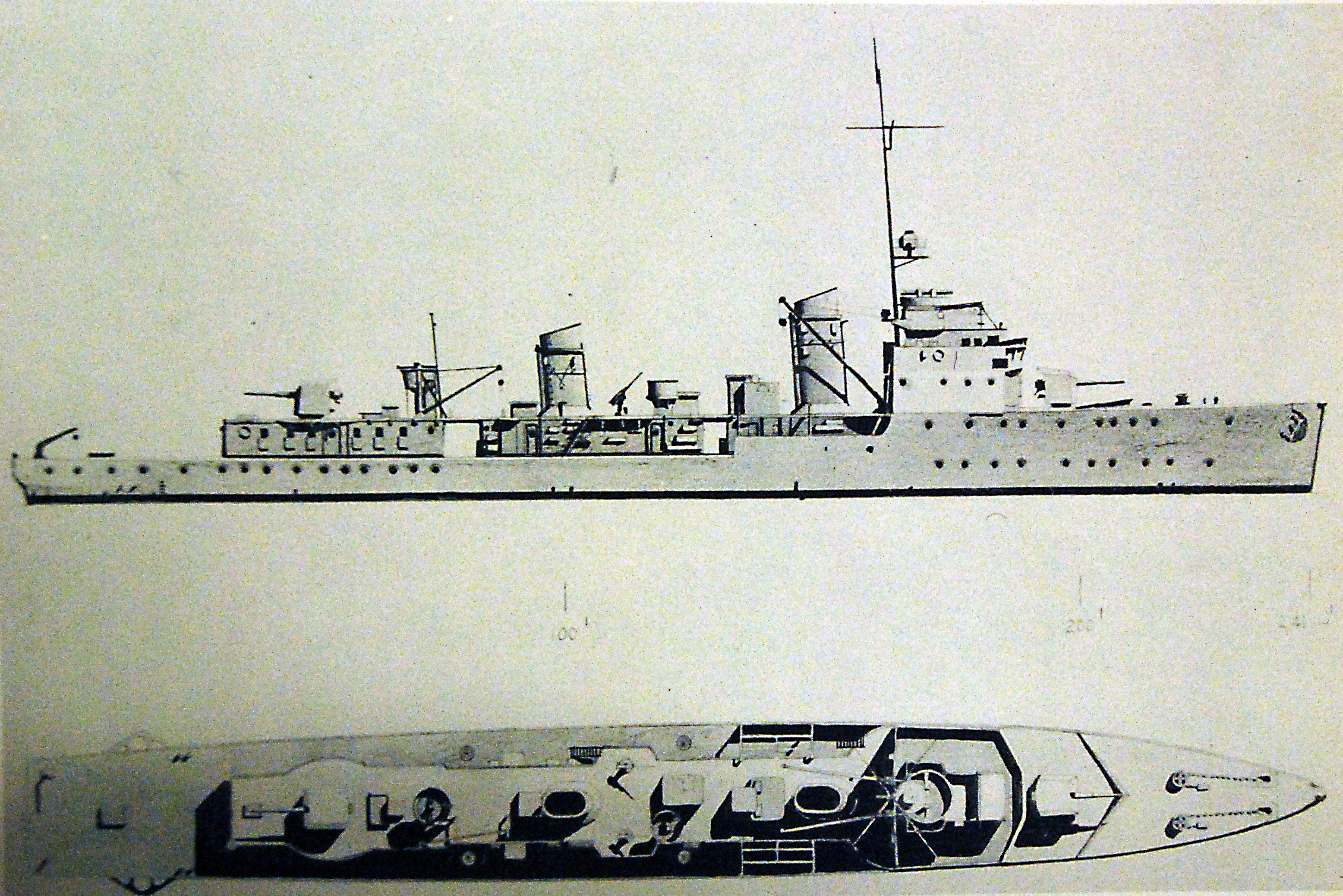
Aufstellung der Hauptbewaffnung.

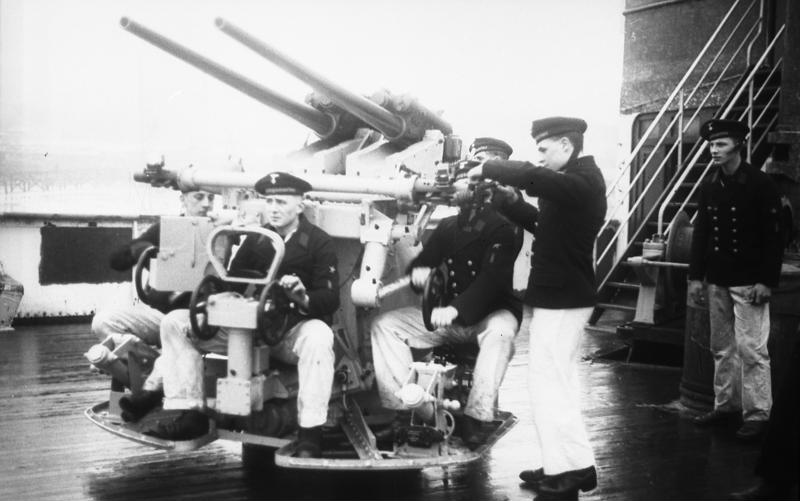
3,7-cm SK C/30 mit Bedienmannschaft.

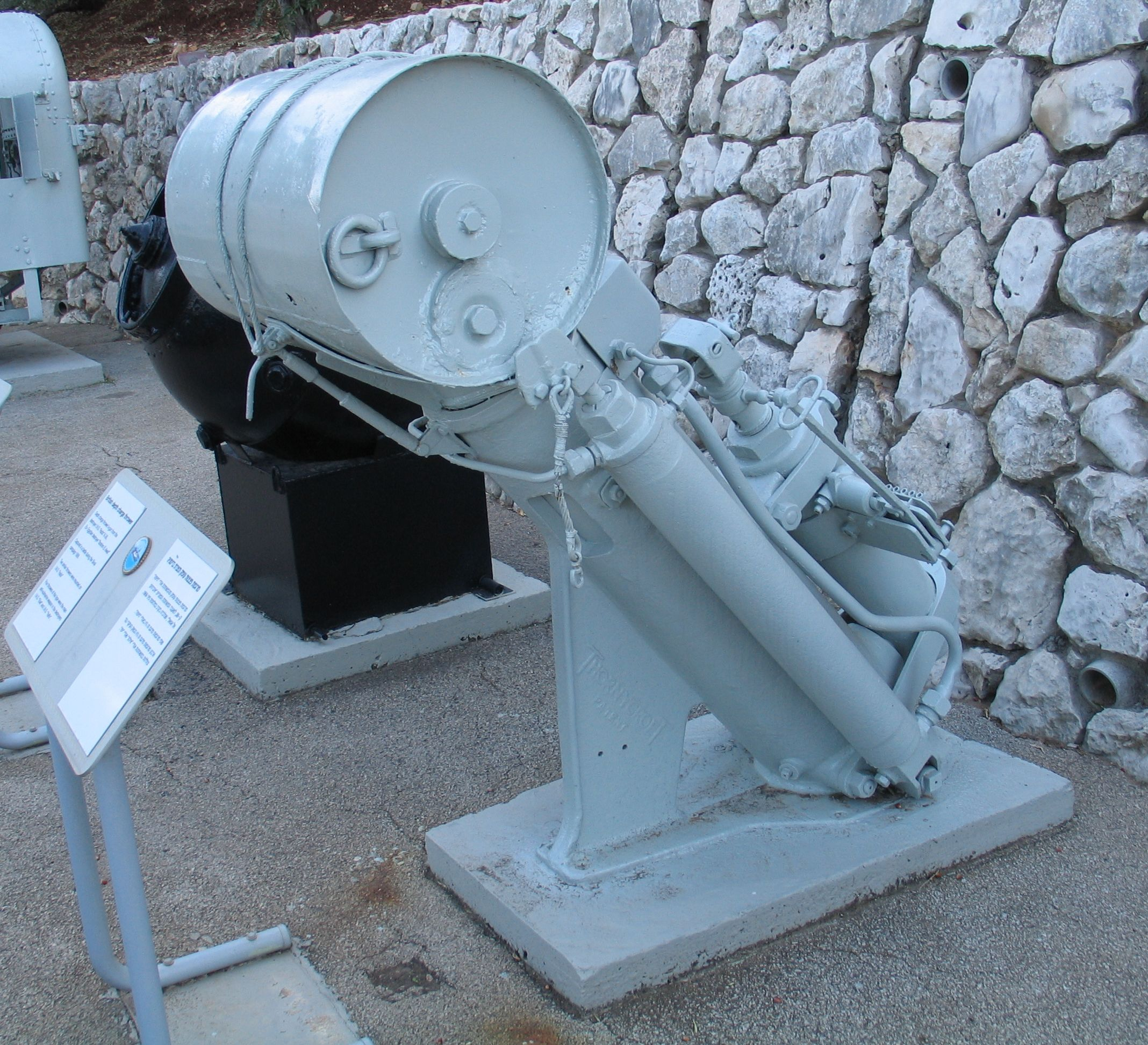
Wasserbomben-Werfer, ähnlich wie ihn die Kriegsmarine verwendete.

### Rumpf
Der Rumpf eines Flottenbegleiters war 75,94 Meter lang, 8,8 Meter breit und hatte bei einer Einsatzverdrängung von 1.147 Tonnen einen Tiefgang von 3,24 Metern.

### Antrieb
Der Antrieb erfolgte durch vier Dampferzeuger – Wagner-Höchstdruck-Kessel – und zwei Wagner-Getriebeturbinesätze mit denen eine Gesamtleistung von 14.000 PS (10.297 kW) erreicht wurde. Die Leistung wurde an zwei Wellen mit je einer 2,45 Meter durchmessenden Schraube abgegeben. Die Höchstgeschwindigkeit betrug 28 Knoten (52 km/h) und die maximale Fahrstrecke 2.025 Seemeilen (3.750 km) bei 12 Knoten.

### Bewaffnung

#### Artillerie und Flugabwehr
Als Hauptbewaffnung waren zwei 10,5 cm SK C/32-Geschütze (400 Schuss) mit Kaliberlänge 45 in Einzeltürmen vorhanden. Diese Geschütze waren in Bootsmittellinie, je eines vor dem Brückenaufbau und auf dem achteren Deckshaus, aufgestellt. Es waren die gleichen Geschütze wie bei der Hauptartillerie der Torpedoboote des Typs 1935. Zur Flugabwehr standen vier 3,7 cm SK C/30 (6.000 Schuss) in zwei Doppellafetten (Dopp.L. C/30) und sechs 2 cm Flak C/30 (4.000) in Einzellafetten (MPL C/30) zur Verfügung.

#### U-Jagdausrüstung
Die U-Jagdbewaffnung bestand aus zwei Ablaufschienen und zwei Werfern für bis zu 36 Wasserbomben, welche sich auf dem Achterdeck befanden.

## Besatzung
Die Besatzung hatte eine Stärke von 117 Mann.